# Charles-Maurice Le Tellier
Charles Maurice Le Tellier (Torino, 18 luglio 1642 – Reims, 22 febbraio 1710) è stato un arcivescovo cattolico francese.
Fu pari di Francia.

## Biografia
Charles-Maurice Le Tellier era figlio del cancelliere Michel Le Tellier e fratello di François Michel Le Tellier de Louvois, ambedue ministri di Luigi XIV. Destinato in tenera età ad accedere al sacerdozio, studiò teologia, ottenendo il dottorato alla Sorbona; fu ordinato sacerdote nel 1666.
A soli nove anni di età divenne secondo abate commendatario dell'abbazia di Daoulas, in Bretagna. Nel 1666 rimise l'abbazia nelle mani del re. Dal 1668 fu abate commendatario di Saint-Étienne de Caen, arcivescovo titolare di Nazianzo e coadiutore dell'Arcidiocesi di Reims.
Nel 1671 divenne arcivescovo di Reims, succedendo al suo consacrante, il cardinale Antonio Barberini.
Morì nel 1710 e fu sepolto nel vecchio Cimitero di Saint-Gervais, vicino al padre; con la chiusura del cimitero, la salma fu spostata all'interno della Chiesa dei Santi Gervasio e Protasio.

## Genealogia episcopale e successione apostolica
La genealogia episcopale è:
- Cardinale Scipione Rebiba
- Cardinale Giulio Antonio Santori
- Cardinale Girolamo Bernerio, O.P.
- Arcivescovo Galeazzo Sanvitale
- Cardinale Ludovico Ludovisi
- Cardinale Luigi Caetani
- Vescovo Giovanni Battista Scanaroli
- Cardinale Antonio Barberini, O.S.Io.Hieros.
- Arcivescovo Charles-Maurice Le Tellier

La successione apostolica è:
- Vescovo Jean-Armand de Rotondy de Biscarras (1669)
- Vescovo Jacques Bénigne Bossuet (1670)
- Vescovo Louis-Marie-Armand de Simiane de Gordes (1671)
- Arcivescovo Jean-Baptiste-Michel Colbert de Saint-Pouange (1675)
- Vescovo Léonor II de Goyon de Matignon (1677)
- Vescovo Michel Cassagnet de Tilladet (1678)
- Vescovo Claude Le Tonnelier de Breteuil (1682)
- Vescovo Fabio Brulart de Sillery (1692)
- Vescovo Mathurin Savary (1692)
- Vescovo Henri Feydeau de Brou (1692)
- Vescovo Michel Le Peletier (1692)
- Vescovo François Verjus (1692)
- Arcivescovo Jean-Baptiste-Armand Bazin de Bezons (1693)
- Vescovo Louis-Annet de Clermont de Chaste de Roussillon (1695)
- Vescovo Pierre de Langle (1698)
- Vescovo Pierre de Sabatier (1707)

## Stemma
| Image | Stemma |
| ----- | --- |
| \| \| | Charles-Maurice le Tellier Arcivescovo di Reims e Pari di Francia, Primate della Gallia Belgica, Commendatore dell'Ordine dello Spirito Santo D'azzurro a tre salamandre d'argento poste in palo. Sul capo di rosso a tre stelle d'oro a cinque punte. Lo scudo, accollato a una croce astile patriarcale d'oro, posta in palo, è timbrato da un cappello con cordoni e nappe di verde. Le nappe, in numero di trenta, sono disposte quindici per parte, in cinque ordini di 1, 2, 3, 4, 5. |
|       | |